# مارك سولومون
مارك سولومون (بالإنجليزية: Marc Solomon)‏ هو ناشط حقوق إل جي بي تي أمريكي، ولد في 12 نوفمبر 1966 في كانساس سيتي في الولايات المتحدة.